# 接骨木花水

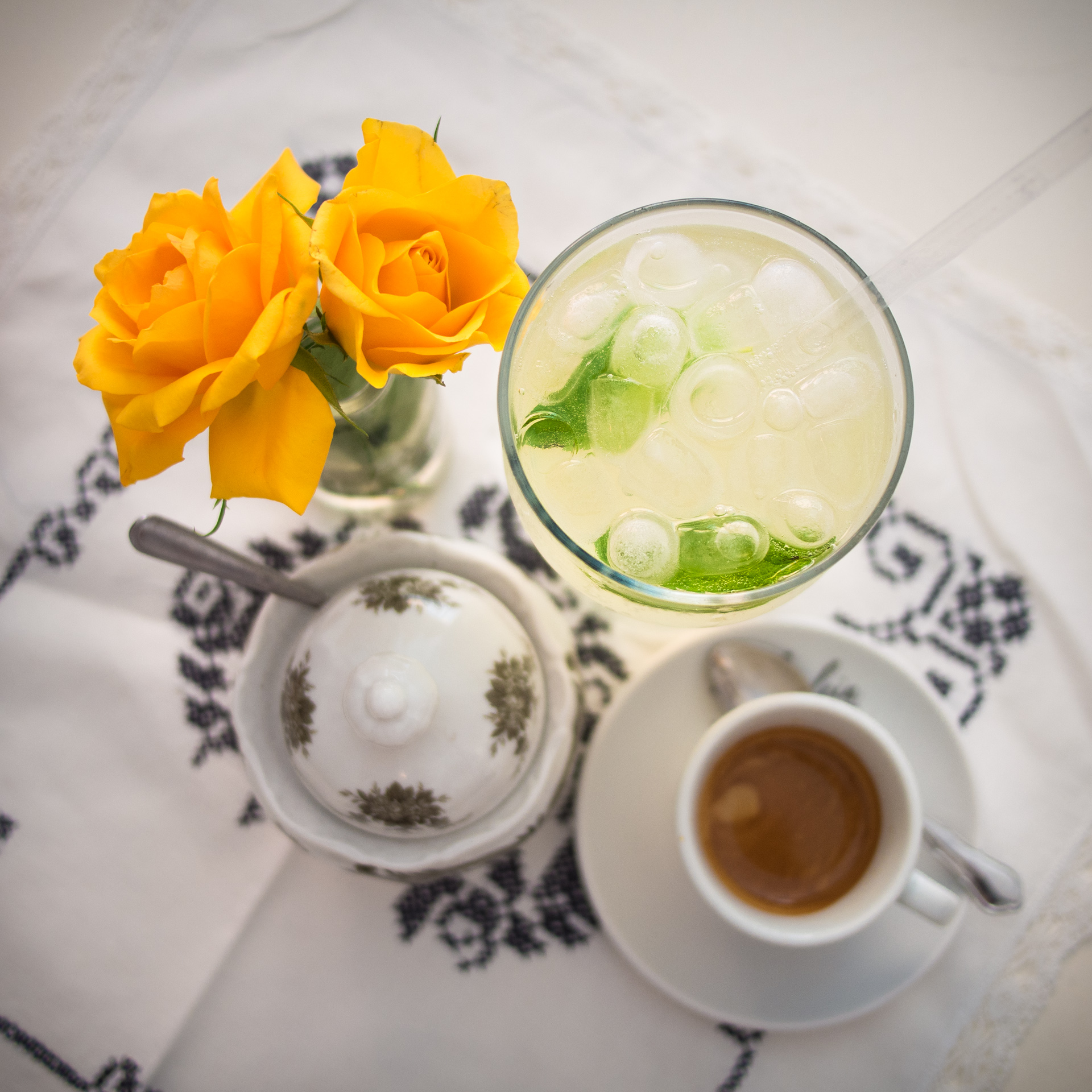
接骨木花檸檬水

接骨木花水（Elderflower cordial）是一種以西洋接骨木的花、水和白糖為主要原料的軟飲料。接骨木花水自維多利亞時代開始流行在西北歐，但使用接骨木花的食品歷史可以追溯至古羅馬時期。現在接骨木花水主要流行在歐洲國家。